# Acevedo (Venezuela)
Acevedo is een gemeente in de Venezolaanse staat Miranda. De gemeente telt 98.000 inwoners. De hoofdplaats is Caucagua.